# جوزار جاوید
جوزار جاوید، روستایی از توابع بخش مرکزی شهرستان ممسنی در استان فارس ایران است.

## جمعیت
این روستا در دهستان جوزار قرار دارد و براساس سرشماری مرکز آمار ایران در سال ۱۳٩٩، جمعیت آن 1025 نفر (215خانوار) بوده‌است.